# Malko Breagovo, Haskovo
Malko Breagovo (în bulgară Малко Брягово) este un sat în comuna Madjarovo, regiunea Haskovo,  Bulgaria. 

## Demografie
Componența etnică a satului Malko Breagovo
     Bulgari (75%)
     Turci (16,66%)
     Nicio identificare (8,33%)
     Altele (0%)
La recensământul din 2011, populația satului Malko Breagovo era de 24 locuitori. Din punct de vedere etnic, majoritatea locuitorilor (75%) erau bulgari, cu o minoritate de turci (16,66%). Pentru 8,33% din locuitori nu este cunoscută apartenența etnică.